# 维西虎耳草
维西虎耳草（学名：Saxifraga implicans var. weixiensis）为虎耳草科虎耳草属下的一个变种。

## 扩展阅读
- 維基物種上的相關：维西虎耳草